# Heterospathe pulchra
Heterospathe pulchra är en enhjärtbladig växtart som beskrevs av Harold Emery Moore. Heterospathe pulchra ingår i släktet Heterospathe och familjen Arecaceae.
Artens utbredningsområde är Papua Nya Guinea. Inga underarter finns listade i Catalogue of Life.